# Pamplico
Pamplico es un pueblo ubicado en el condado de Florence, Carolina del Sur, Estados Unidos. Según el censo de 2020, tiene una población de 1061 habitantes.

## Geografía
La localidad está ubicada en las coordenadas 33°59′42″N 79°34′14″O / 33.99500, -79.57056 (33.995021, -79.570615). Según la Oficina del Censo, la localidad tiene un área total de 4,23 km², de la cual 4,20 km² son tierra y 0,03 km² es agua.

### Localidades adyacentes
El siguiente diagrama muestra a las localidades en un radio de 28 kilómetros (17,4 mi) de Pamplico.

## Demografía
En el 2000, los ingresos promedio de los hogares eran de $28.304 y los ingresos promedio de las familias eran de $31.618. Los ingresos per cápita para la localidad eran de $14.233. Los hombres tenían un ingreso per cápita de $27.000 contra $24.028 para las mujeres. Alrededor del 31,70% de la población estaba bajo el umbral de pobreza nacional. 
De acuerdo con la estimación 2015-2019 de la Oficina del Censo, los ingresos promedio de los hogares son de $39.444 y los ingresos promedio de las familias son de $49.904. Alrededor del 16,6% de la población está bajo el umbral de pobreza nacional.
Según el censo de 2020, el 49.29% de los habitantes de la localidad son afroamericanos, el 43.07% son blancos, el 0.75% son asiáticos, el 0.57% son amerindios, el 1.04% son de una mezcla de razas y el 5.28% son de una mezcla de razas. Del total de la población, el 2.07% son hispanos o latinos de cualquier raza.